# Зирц
Зирц (мађ. Zirc) град је у средишњој Мађарској. Зирц је град у оквиру жупаније Веспрем.
Град је имао6 7.098 становника према подацима из 2010. године.

## Географија
Град Зирц се налази у средишњем делу Мађарске. Од престонице Будимпеште град је удаљен око 140 километара западно.
Зирц се налази у средишњем делу Панонске низије. Међутим, предео око града је бреговит, јер се град наалзи у области тзв. „острвске планине“ Паноније, Бакоњска гора. Надморска висина Зирца је око 400 m, па је то највиши значајнији град у Мађарској, као претежно равничарској земљи.

## Галерија
- Цистерцински манастир у Зирцу
- Манастирска црква
- Арборетум у Зирцу

## Партнерски градови
- Полхајм
- Општина Бараолт
- Суботица